# Josef Hubáček (novinář)

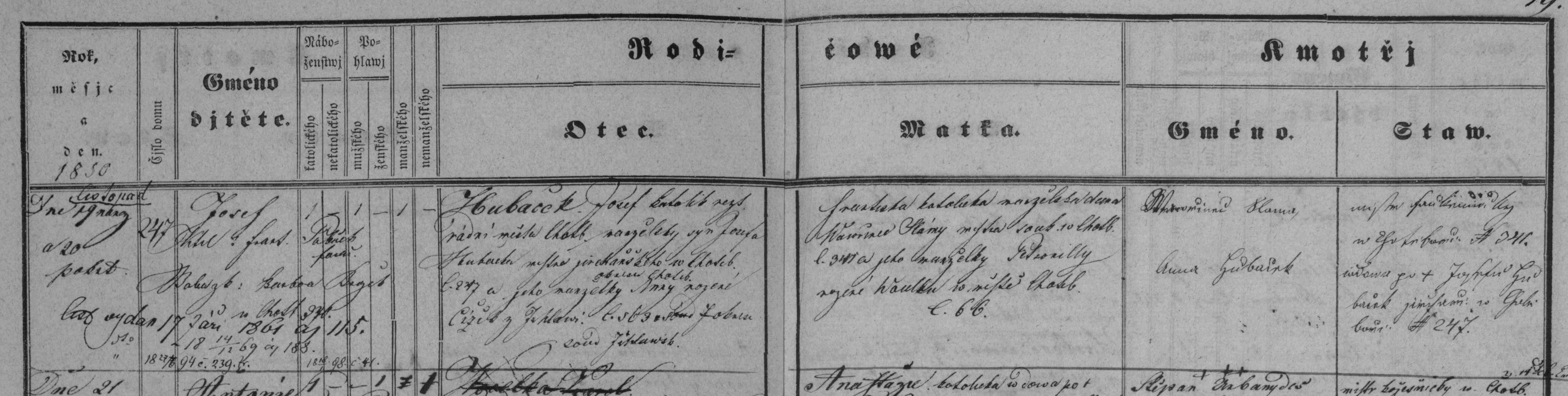
matriční zápis o narození a křtu Josefa Hubáčka (matrika N 1850-1860 Chotěboř (SOA Zámrsk))

Josef Hubáček (19. listopadu 1850 Chotěboř – 5. března 1900 Smíchov) byl český právník a konzervativní novinář, významný představitel staročeské strany. V 70. letech se proslavil satirickými verši v Humoristických listech pod pseudonymem Emanuel Pyšišvor, z nichž některé vyšly i knižně. Od 80. let stál postupně v čele několika novin a časopisů (Politika, Národní politika, Hlas národa, Ilustrovaný kurýr), v nichž z hlubokého přesvědčení prosazoval zájmy tehdy již nepopulárních staročechů a bojoval proti jejich odpůrcům, představovaných zejména mladočechy a deníkem Národní listy.

## Život
Pocházel z rodiny berního úředníka v Chotěboři. Mládí strávil ve Štětí a Jablonci, vystudoval gymnázium v Jičíně a Hradci Králové, poté sloužil jako poručík husarského pluku a pracoval jako novinář. V 70. letech uveřejnil řadu povídek a básní v časopisech Světozor, Humoristické listy a Paleček. Známé byly zejména jeho satirické verše, podepsané pseudonymem Emanuel Pyšišvor, v nichž reagoval na aktuální události. Stal se také redaktorem klerikálního časopisu Čech a chrudimského Českého východu. Roku 1880 ukončil studium práv na pražské univerzitě.
V Praze vedl časopis Politika, z něhož později vznikl deník Národní politika. Roku 1885 převzal časopis Pokrok, který v březnu 1886 přejmenoval na Hlas národa a do konce života jej vedl.
Jako novinář se účastnil politických bojů. Když například v prosinci 1885 v obecních volbách na Starém Městě pražském poprvé uspěl jeden německý kandidát, uveřejnil Hubáček na stránkách Národní politiky ostrý článek (Catilina vykonal své dílo), podpořený dopisy čtenářů, v němž obvinil Jana Podlipného a Františka Ladislava Chleboráda z rozbíjení jednoty národa. Oba kritizovaní pak podali na autora trestní oznámení pro urážku na cti, před soudním projednáním ji ale odvolali. Pro srovnání, zcela opačný názor na volební výsledky měl deník Národní listy, podle nějž Češi drtivě zvítězili (zvolený Němec byl v menšině — jeho výhra nezměnila slovanský charakter Prahy), soutěž dvou českých stran zvýšila volební účast Čechů (čímž zabránila potenciálně mnohem většímu německému vítězství) a nespokojená strana (kandidovala jako Jednota) jen prosazovala vlastní omezené zájmy na úkor veřejného prospěchu.
Jak v Národní politice, tak i v Hlasu národa prosazoval vyhraněné konzervativní názory, které ve společnosti ztrácely podporu. Když staročeši prohráli boj o punktace (1890) a strana bojovala o udržení na politické scéně, založil Hubáček na jejich podporu obrázkový deník pro nižší vrstvy – Ilustrovaný kurýr. List měl úspěch, bohužel ale za cenu nižší úrovně žurnalistiky a na úkor hodnotnějšího Hlasu národa. Ten se snažil ke konci života zachránit změnami (například rozšířením hospodářské části).
Politický boj, v němž prohrával, a s tím spojené ztrátové hospodaření novin podlomily jeho zdraví. Zemřel po krátké nemoci na zástavu srdeční činnosti provázenou astmatickými záchvaty. V posledních dnech ho ošetřoval profesor František Michl. Pohřben byl na Vyšehradském hřbitově.
Hubáček patřil k významným novinářům své doby. Své názory, stále více osamocené, prosazoval poctivě z hlubokého přesvědčení. Jeho pevný charakter oceňovali i názoroví a političtí odpůrci. Patřil k přátelům Františka Ladislava Riegra. Pochvalně jej vzpomněla i Národní politika v roce 1925, u příležitosti 25. výročí jeho úmrtí.

## Dílo

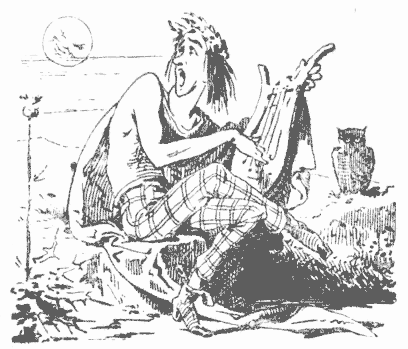
Karikatura Orfea v Humoristických listech u básní Em. Pyšišvora

Vedle novinářských článků byl Hubáček známý svými satirickými básněmi, podepsanými pod pseudonymem Emanuel Pyšišvor. Byly otiskovány v Humoristických listech od 70. let a později zařazovány do výborů. Knižně vydal:
- Truchlozpěvy, rady a nápady (několik svazků a vydání počínaje rokem 1875; prozatím naposledy vyšly roku 2007 pod redakcí Ivana Wernische)
- Kterak sobě jedna panna namlouvala hastrmana (nedatováno)
- Sylvestr při měsíčku (nedatováno, zřejmě posmrtně 1913)